# Поглед на убиство
Поглед на убиство (енгл. A View to a Kill) је шпијунски филм из 1985. године и четрнаести у серији Џејмс Бонд британског продуцента Eon Productions-а, као и седми и финални са Роџером Муром у главној улози Џејмса Бонда. Иако је наслов преузет из кратке приче „Са погледа на убиство” из 1960. Ијана Флеминга, овај филм има потпуно оригинални сценарио. У филму, Бонд се супротставља Максу Зорину који планира уништити Силицијумску долину у Калифорнији.
Филм су продуцирали Алберт Броколи и Мајкл Г. Вилсон, који је такође и написао сценарио заједно са Ричардом Мејбаумом. Ово је трећи Бонд филм који је режирао Џон Глен, као и последњи у којем се Лоис Максвел појављује као госпођица Манипени.
Иако је примио углавном помешане критике од стране критичара, који су често критиковали ефекте Мурове старости на његову улогу, филм је остварио комерцијални успех, док је насловна песма „A View to a Kill” коју је извео Duran Duran постала једина насловна песма у овој серији која је достигла 1. место на листи Billboard Hot 100, а била је и номинована за Златни глобус у категорији за најбољу песму.

## Радња
Агент МИ6, Џејмс Бонд, послат је у Сибир да пронађе тело агента 003, као и совјетски микрочип. Кју анализира микрочип, схватајући да је заправо копија оног дизајнираног да издржи електромагнетни импулс, који је израдио владин извођач, Зорин Индустрис.
Бонд посећује тркалиште Аскот како би посматрао власника компаније Макса Зорина. Сер Годфри Тибет, тренер тркачких коња и агент МИ6, верује да су Зоринови коњи, који непрестано побеђују, дрогирани, иако су се тестови показали негативним. Преко Тибета, Бонд се састаје са француским приватним детективом, Акилом Обержином, која обавештава Бонда да Зорин одржава распродају коња касније тог месеца. Током вечере у Ајфеловом торњу, Обержина је убила Зоринова телохранитељка, Меј Деј, која потом бежи.
Бонд и Тибет путују на Зориново имање ради продаје коња. Бонд примећује жену у посети Зорину, који јој је написао чек на 5 милиона долара. Ноћу, Бонд и Тибет проваљују у Зоринову лабораторију, где он својим коњима уграђује уређаје за ослобађање адреналина. Зорин идентификује Бонда као агента, наређује Меј Деј да убије Тибета и покушава да убије Бонда. Генерал Гогољ из КГБ-а суочава се са Зорином због покушаја убиства Бонда без дозволе, откривајући да је Зорина у почетку обучавао и финансирао КГБ, али је сада постао одметник. Касније, Зорин открива групи инвеститора свој план уништења Силицијумске долине, што ће њему − и потенцијалним инвеститорима − дати монопол над производњом микрочипова.
Бонд одлази у Сан Франциско и састаје се са агентом ЦИА-е, Чаком Лијем, који тврди да је Зорин производ медицинског експеримента са стероидима који је изводио др Карл Мортнер, нацистички научник који је сада Зоринов лекар. Бонд затим истражује оближњу нафтну платформу у власништву Зорина, и тамо затиче агенткињу КГБ-а, Полу Иванову, која снима разговоре и њеног партнера како поставља експлозив на платформу. Ивановин партнер је ухваћен и убијен, али Иванова и Бонд беже. Касније Иванова узима снимак, али открива да је Бонд променио касете.
Бонд проналази геолога Стејси Сатон, жену коју је Зорин покушао да потплати, и открива да Зорин покушава да купи њен породични посао са нафтом. Њих двоје путују у градску већницу Сан Франциска да провере Зоринове планове. Међутим, Зорин, који је упозорен на њихов долазак, убија главног геолога и Лија и пали зграду како би Бонда окривио за убиства и убио га у исто време. Бонд и Стејси беже у ватрогасном возилу када полиција покуша да га ухапси.
Бонд и Стејси се инфилтрирају у Зоринов рудник, откривајући његову заверу да детонира експлозив испод језера дуж раседа Хејворд и Сан Андреас, због чега ће заувек поплавити и потопити Силицијумску долину. Већа бомба је такође у руднику како би уништила „геолошку браву” која спречава да се два раседа померају истовремено. Кад је све сређено, Зорин и његов шеф безбедности Скарпин преплављују руднике и убијају раднике. Стејси бежи док се Бонд бори против Меј Деј; када схвати да ју је Зорин напустио, она помаже Бонду да уклони већу бомбу, стављајући уређај на ручна колица и одвозећи га из рудника, где експлодира и убија је.
Бежећи у свом ваздушном броду са Скарпином и Мортнером, Зорин отима Стејси док Бонд хвата конопац за привезивање ваздушног брода. Зорин покушава да га обори, али Бонд успева да привеже ваздушни брод до оквира моста Голден гејт. Стејси напада Зорина како би спасила Бонда, а у обрачуну су привремено онесвешћени Мортнер и Скарпин. Стејси бежи и придружује се Бонду на мосту, али Зорин их прати. Борба која је уследила између Зорин и Бонда кулминира тако што Зорин пада у смрт. Мортнер покушава да нападне Бонда динамитом, али Бонд ослобађа ваздушни брод, узрокујући да Мортнер баци динамит у кабину, дижући ваздушни брод у ваздух и убивши себе и Скарпина.
Генерал Гогољ жели да Бонду додели Орден Лењина за осујећивање Зоринове шеме, али М извештава да је он нестао. Кју шаље робота за даљинско управљање да претражи Стејсину кућу, након чега открива Бонда у купатилу са Стејси.

## Улоге
| Глумац          | Улога              |
| --------------- | ------------------ |
| Роџер Мур       | Џејмс Бонд         |
| Танја Робертс   | Стејси Сатон       |
| Грејс Џоунс     | Меј Деј            |
| Патрик Макни    | сер Годфри Тибет   |
| Кристофер Вокен | Макс Зорин         |
| Патрик Бошо     | Скарпин            |
| Дејвид Јип      | Чак Ли             |
| Дезмонд Левелин | Кју                |
| Роберт Браун    | М                  |
| Валтер Готел    | генерал Гогољ      |
| Лоис Максвел    | госпођица Манипени |
| Алисон Дуди     | Џени Флек          |
| Џефри Кин       | сер Фредерик Греј  |
| Вилоби Греј     | др Карл Мортнер    |